# 西村屋 (湯田温泉)
西村屋（にしむらや）は、山口県山口市にあった湯田温泉の温泉旅館。1906年（明治36年）の創業。

## 概要
詩人の中原中也が、1933年（昭和8年）12月3日、この旅館の葵の間で結婚式を上げた。また種田山頭火の立ち寄りの宿でもある。山頭火は、1938年（昭和13年）小郡の「其中庵」を引き払ったあと、湯田温泉の龍泉寺(山口県山口市前町10-31)の一角で「風来居」と称してしばらく滞在。「拝湯」と称して西村屋の温泉に入りに来たという。
2017年、経営破綻で破産。負債総額は、東京商工リサーチによると3億2000万円。破綻当時の報道では、別の事業者が建物を取得してリニューアルオープンする予定と報じられていたが、後に一旦更地となった上でRC造8階建の建物が建設され、隣接するスーパーホテル山口湯田温泉（2001年オープン）の新館として2021年3月19日にオープンしている。

## 所在地
- 山口市湯田温泉4-1-30

## 近在の施設
- 中原中也記念館